# Barentu

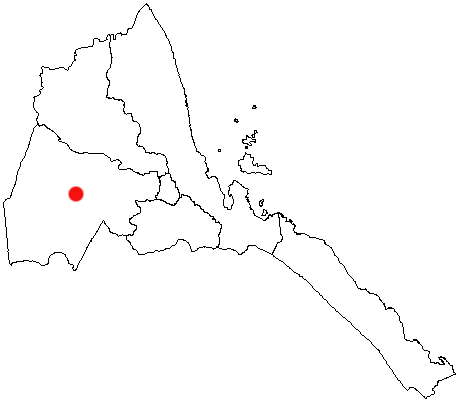
Lokaliseringskarta

Barentu (tigrinska: ባረንቱ) är en stad i sydvästra Eritrea. Barentu är huvudstad i regionen Gash-Barka. I staden bor främst eritreaner som hör till folkgrupperna kunama och nara. Barentu är en marknadsstad och stora delar av staden förstördes under eritreansk-etiopiska kriget vid millennieskiftet.